# Cordilura tartariana
Cordilura tartariana är en tvåvingeart som beskrevs av Ozerov 2007. Cordilura tartariana ingår i släktet Cordilura och familjen kolvflugor. Inga underarter finns listade i Catalogue of Life.